# 阿拉丁清真寺
阿拉丁清真寺（Alâeddin Mosque）是土耳其科尼亚的一座清真寺，曾为鲁姆苏丹国的“宝座清真寺”，皇家陵墓设此。它分阶段建于12-13世纪。清真寺是以凯库巴德一世命名。
此处原为基督教堂，1080年穆斯林征服科尼亚后改为清真寺。

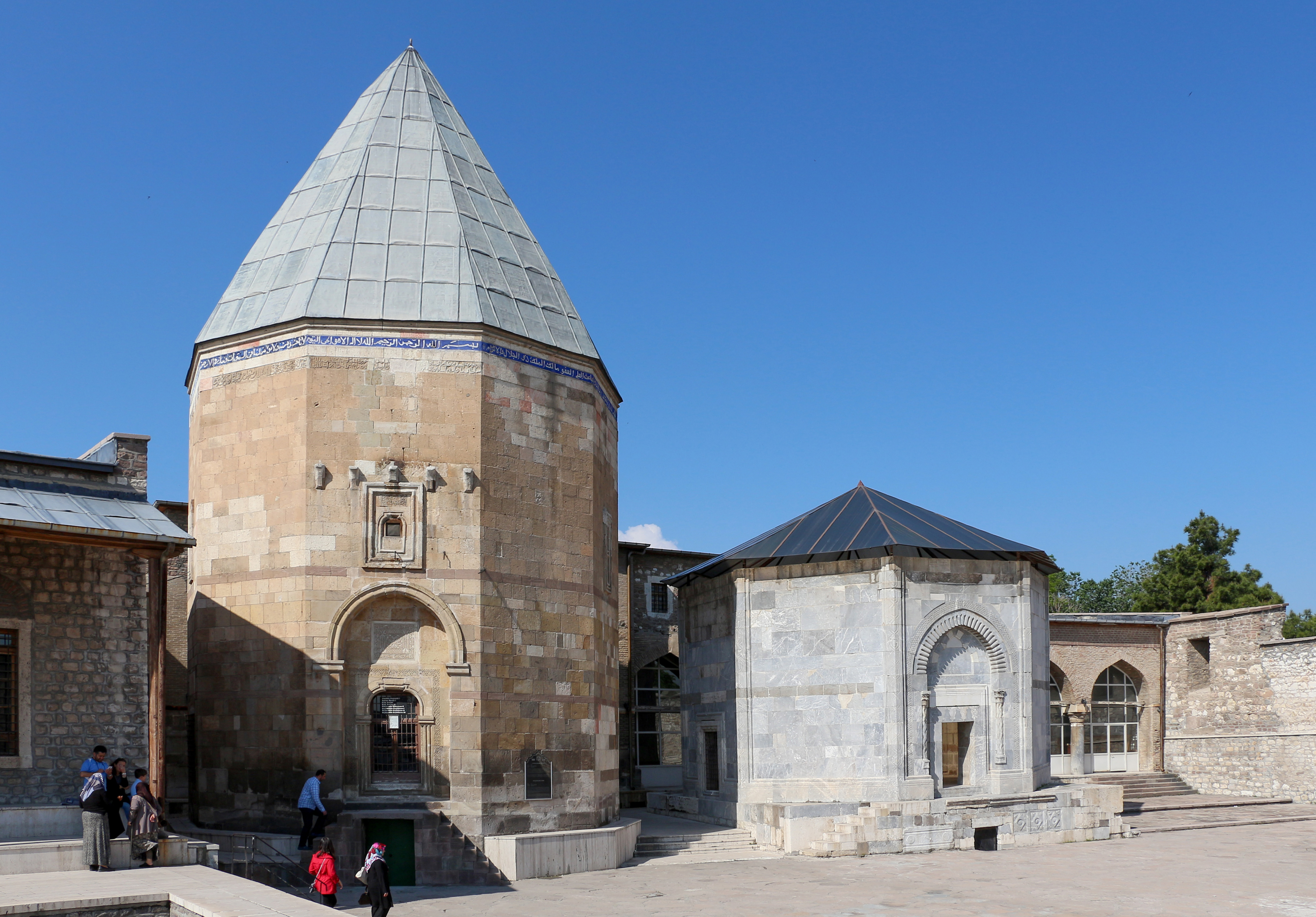
Turbes in the courtyard

埋葬于此的苏丹有：梅苏德一世、基利杰阿尔斯兰二世、苏莱曼沙阿二世、凯霍斯鲁一世、凯库巴德一世、凯霍斯鲁二世、基利杰阿尔斯兰四世和凯霍斯鲁三世。

## 画廊

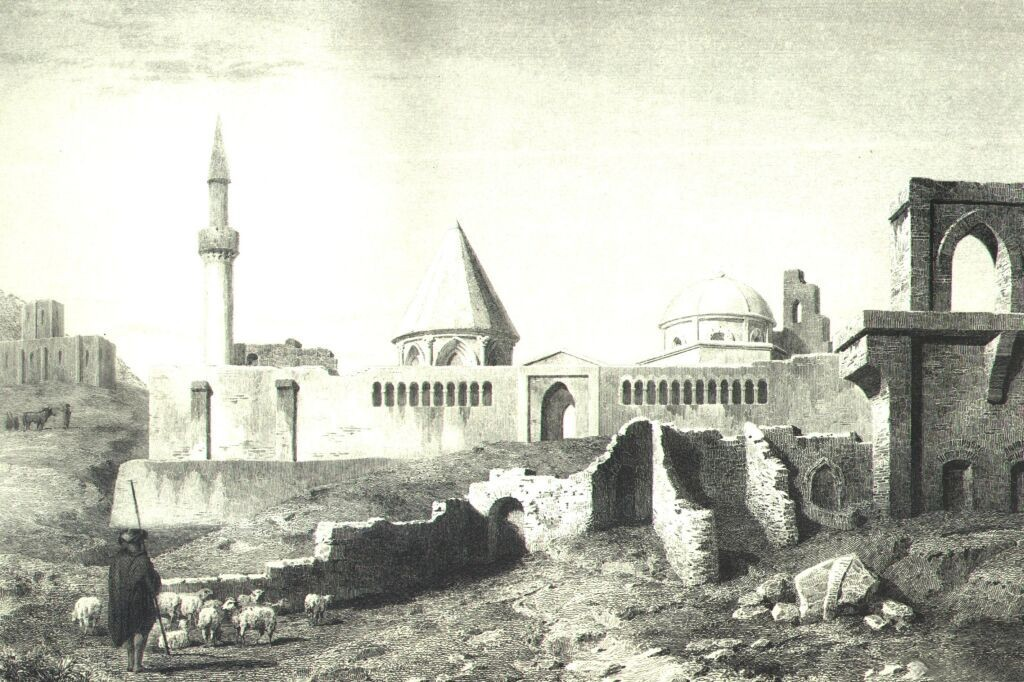
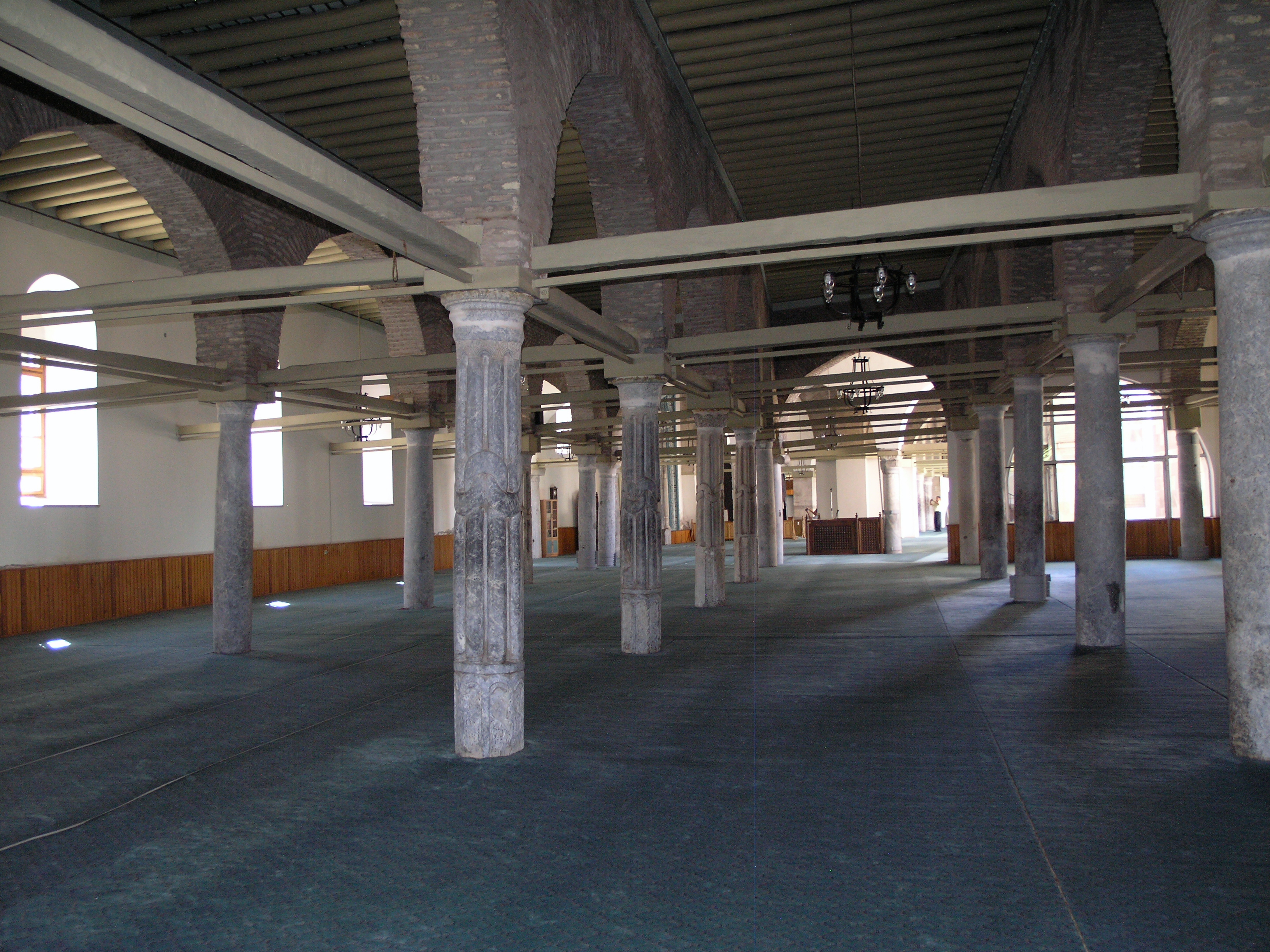
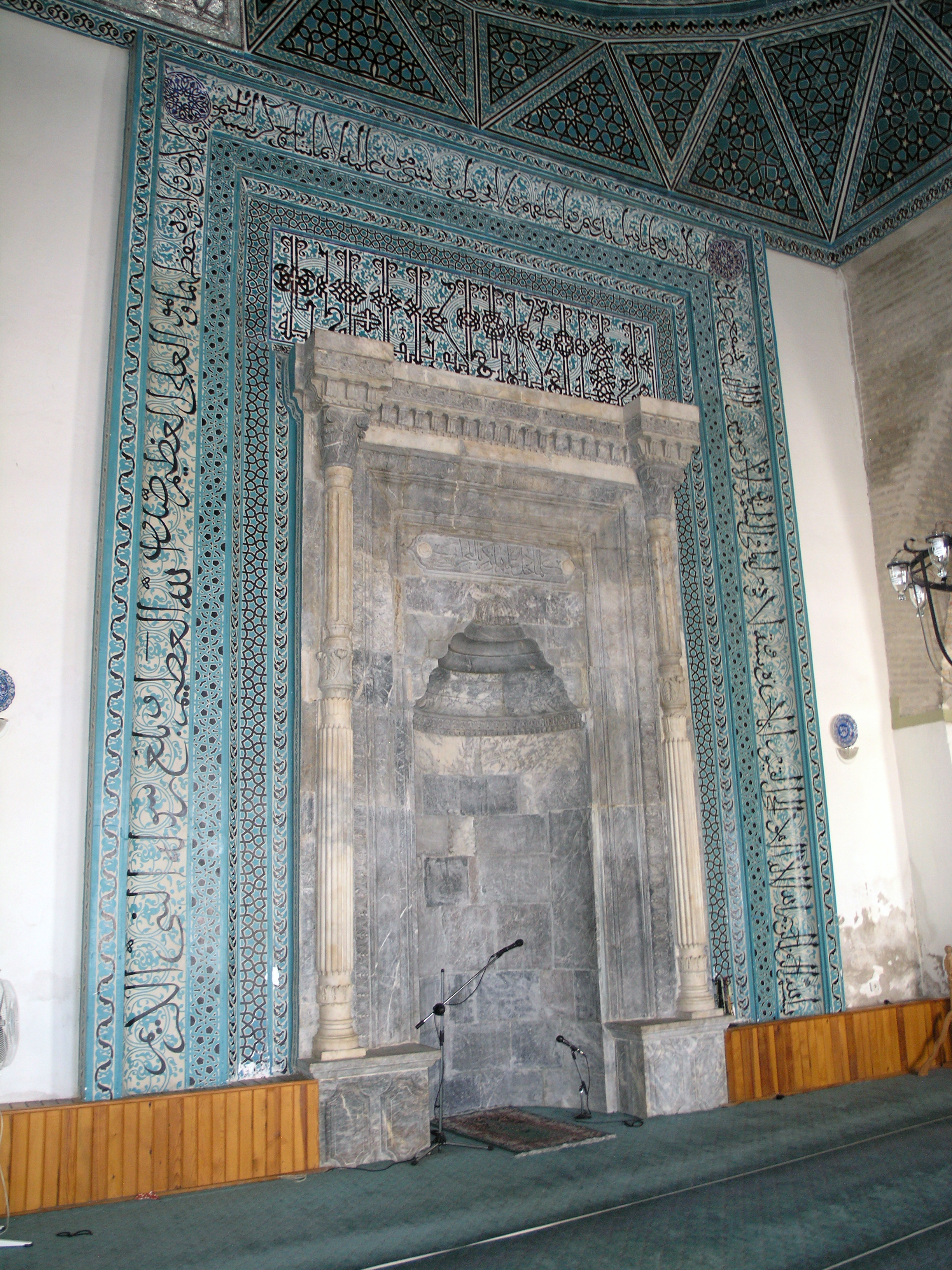
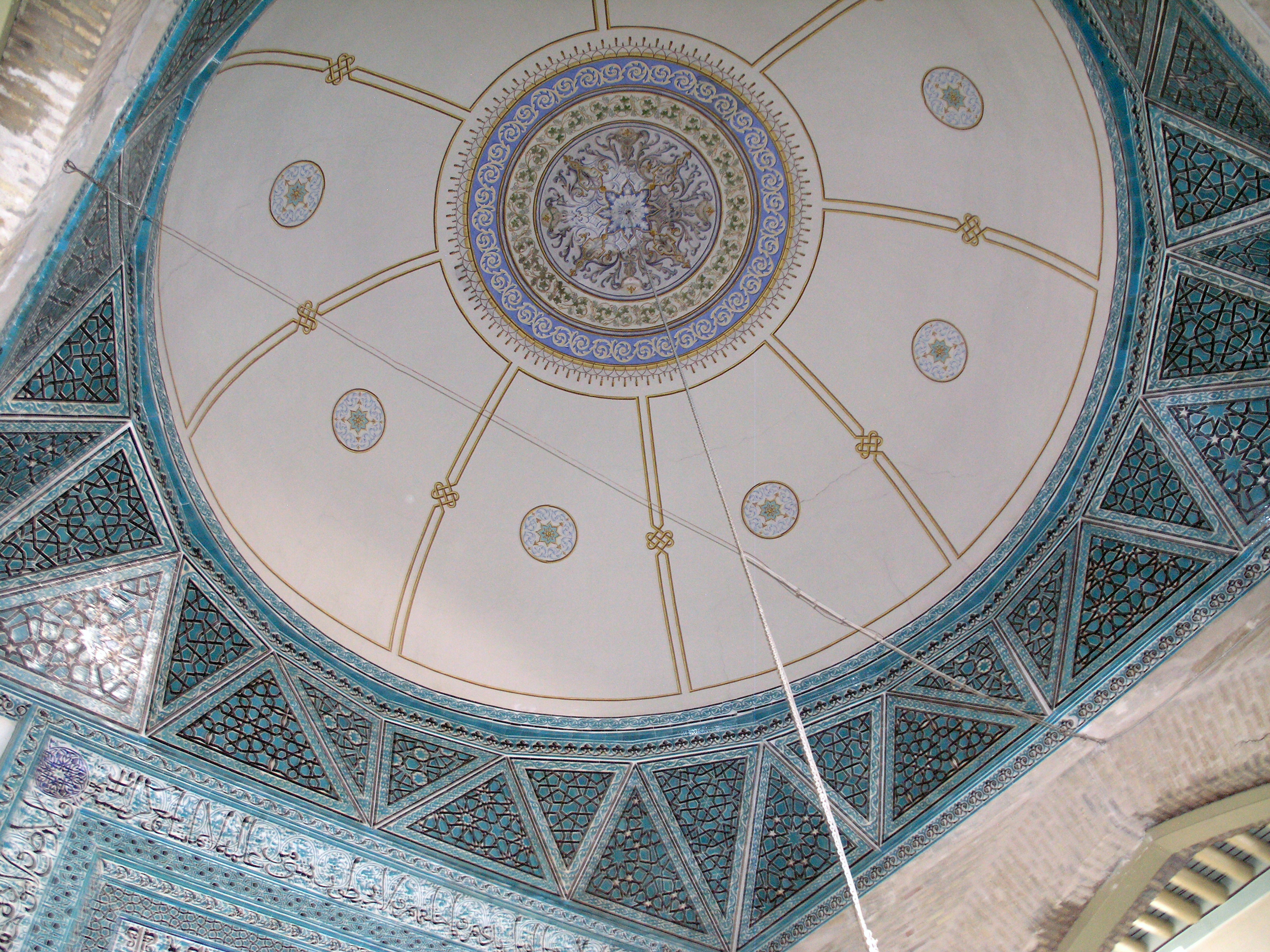
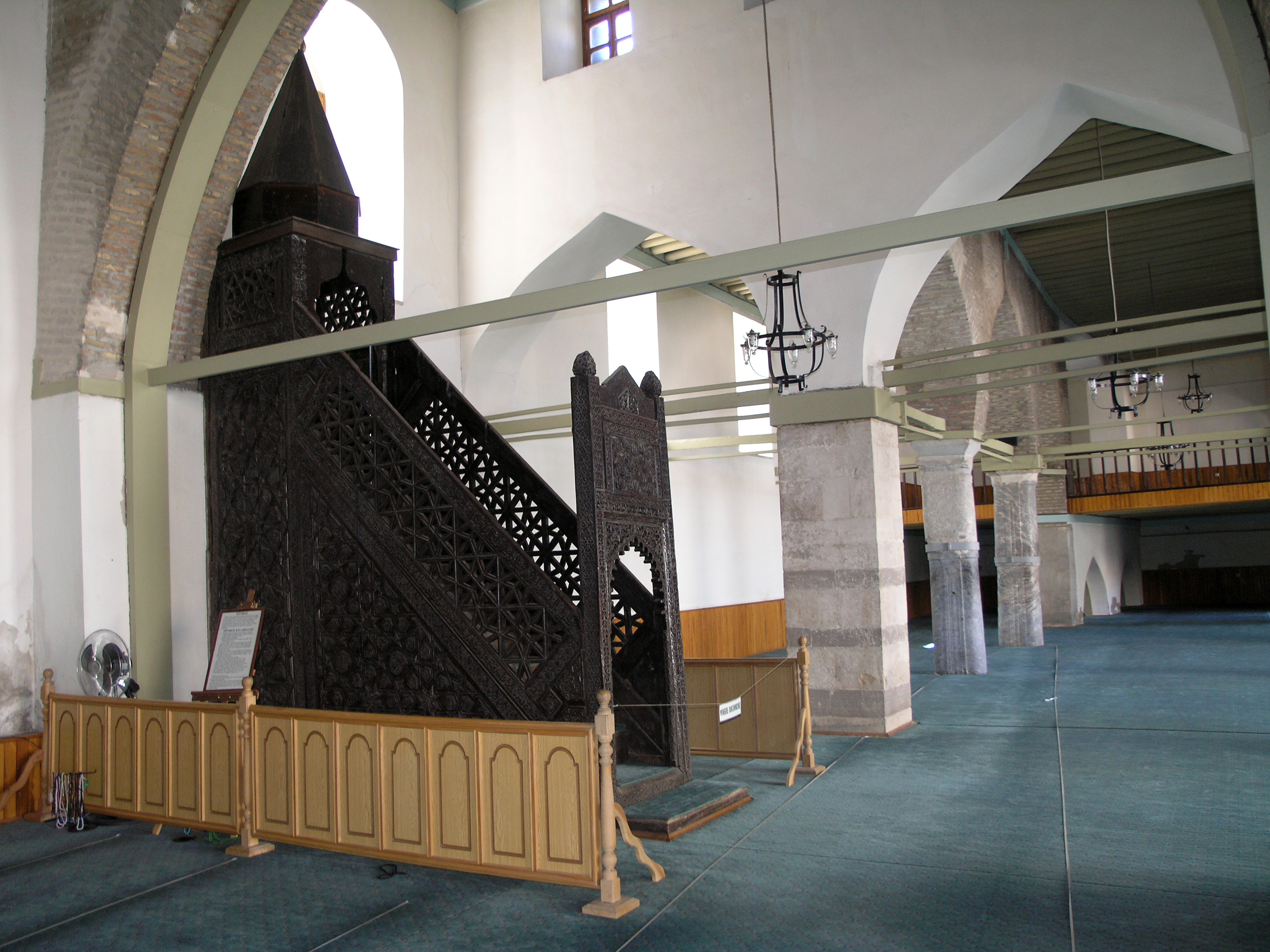
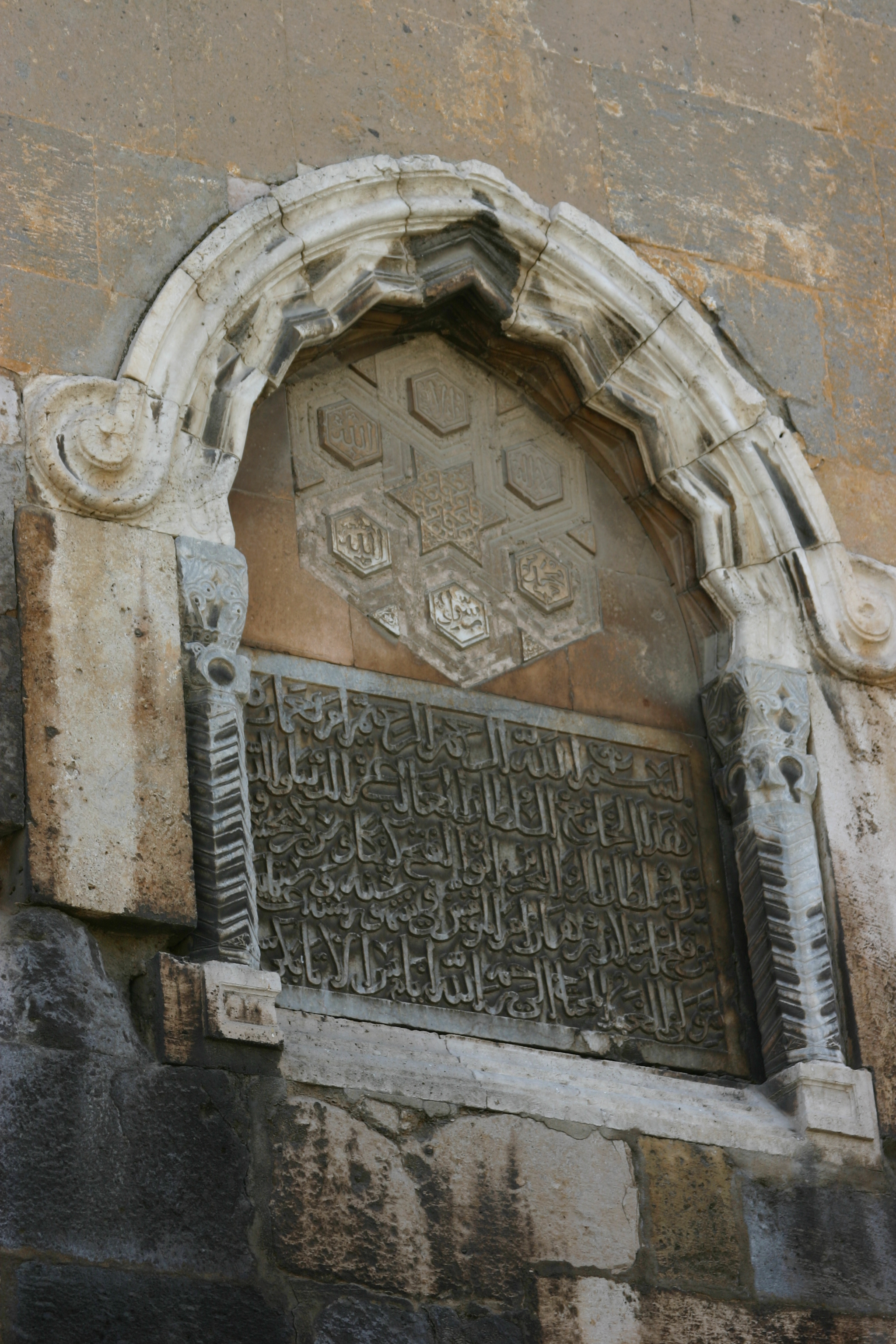
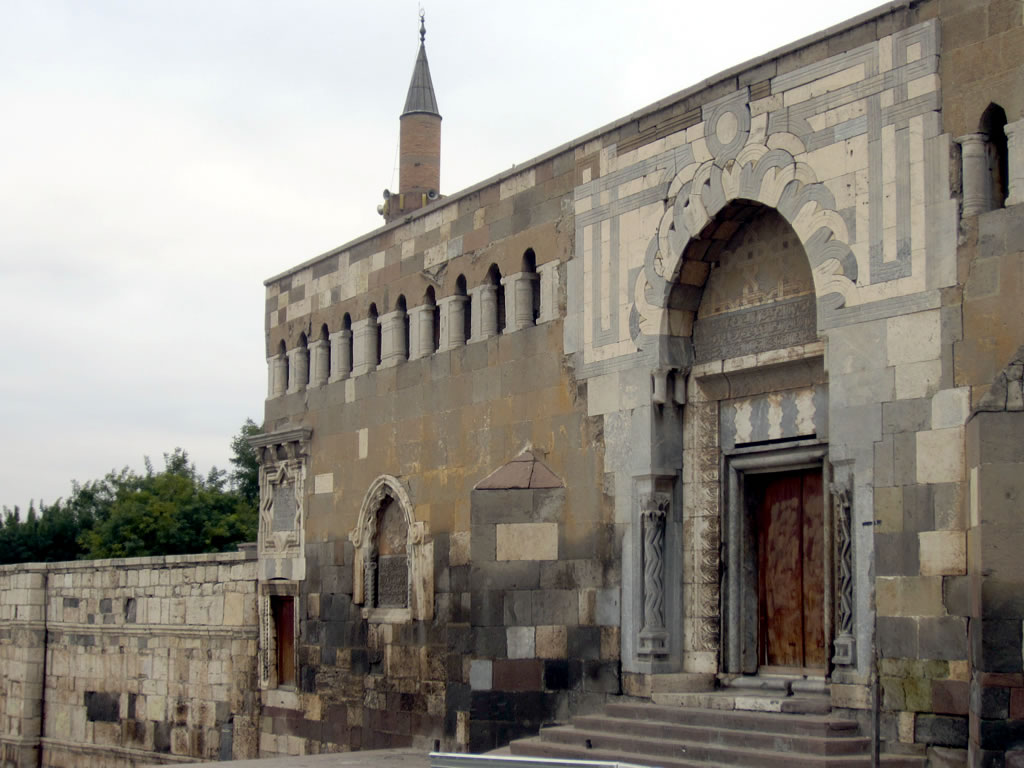
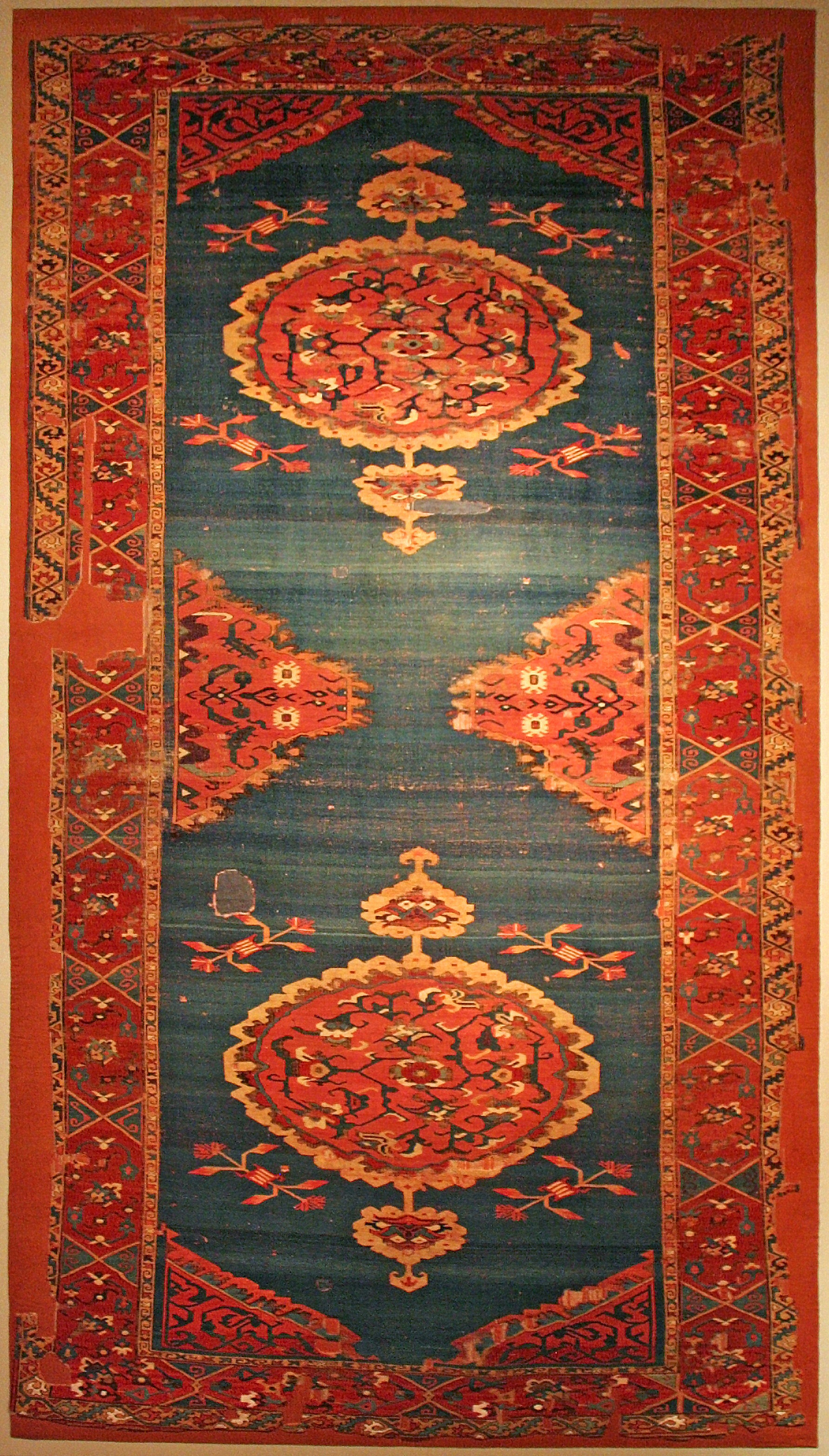